# Symballophthalmus pictipes
Symballophthalmus pictipes is een vliegensoort uit de familie van de Hybotidae. De wetenschappelijke naam van de soort is voor het eerst geldig gepubliceerd in 1889 door Becker.